# 彭春
彭春（？—1699年），又作朋春，清朝满洲正红旗人，董鄂氏。
康熙时历任太子太保、副都统、都统。和郎坦率军视察雅克萨形势。康熙二十四年（1685年），和郎坦率领林兴珠等将领围攻雅克萨，俄罗斯将领托尔布津被迫投降。朋春准许他逃回尼布楚，之后将雅克萨城拆毁。二十九年（1690年），参与征伐噶尔丹。三十五年（1696年），随费扬古参与昭莫多之战，后来因病去职。

## 延伸阅读
[在维基数据编辑]
 《清史稿·卷287》
 《清史稿·卷280》，出自趙爾巽《清史稿》